# Autoritatea de Supraveghere Financiară
Autoritatea de Supraveghere Financiară (ASF) este instituția românească responsabilă cu autorizarea, reglementarea, supravegherea și controlul entităților din piețele financiare non-bancare românești: asigurări-reasigurări, instrumente și investiții financiare și pensii private.
Autoritatea are ca principale responsabilități reglementarea și supravegherea pieței de capital, pieței asigurărilor și pieței pensiilor private. ASF asigură stabilitatea, transparența și eficiența acestor piețe, protejând totodată interesele consumatorilor. Printre atribuțiile sale specifice se numără emiterea de reglementări și norme pentru piețele supravegheate, aprobarea și monitorizarea participanților la aceste piețe, supravegherea respectării legislației relevante, precum și gestionarea și prevenirea riscurilor sistemice.
Instituție este autonomă, de interes public, cu personalitate juridică. ASF nu este subordonată direct unei alte entități guvernamentale, ci funcționează sub controlul Parlamentului României. Activitatea sa este reglementată prin lege, iar membrii conducerii ASF sunt numiți de către Parlament.

## Istoric
Autoritatea de Supraveghere Financiară a fost înființată în 2013 prin Ordonanța de Urgență nr. 93/2012, care a fost aprobată ulterior prin Legea nr. 113/2013. ASF a fost creată prin fuziunea a trei autorități de reglementare: Comisia Națională a Valorilor Mobiliare (CNVM), Comisia de Supraveghere a Asigurărilor (CSA) și Comisia de Supraveghere a Sistemului de Pensii Private (CSSPP). Scopul acestei fuziuni a fost de a centraliza și eficientiza supravegherea piețelor financiare non-bancare din România.

## Conducere
Autoritatea de Supraveghere Financiară este condusă de un Consiliu format din 9 membri: 5 membri executivi, respectiv, președintele, prim-vicepreședintele și 3 vicepreședinți, precum și 4 membri neexecutivi. Membrii executivi sunt cei care conduc efectiv ASF și iau decizii operaționale, iar membrii neexecutivi sunt cei care supraveghează activitatea instituției și oferă un control asupra deciziilor luate de echipa executivă pentru a preveni abuzurile de putere sau deciziile greșite.
Membrii Consiliului ASF sunt numiți de Parlament, în ședința comună a celor două Camere, la propunerea comună a:
- Comisiei pentru buget, finanțe, activitate bancară și piață de capital din Senat;
- Comisiei economice, industrie și servicii din Senat;
- Comisiei buget, finanțe și bănci și a Comisiei pentru politică economică, reformă și privatizare din Camera Deputaților.[1]

Consiliul Autorității de Supraveghere Financiară este compus din:
- Președinte: Alexandru Petrescu
- Prim-vicepreședinte: Gabriel-Ioan Avrămescu
- Vicepreședinte: Maria-Gabriela Horga
- Vicepreședinte: Sorin-Cristinel Mititelu
- Vicepreședinte: Ștefan-Daniel Armeanu
- Membru neexecutiv: Jozsef Birtalan
- Membru neexecutiv: Aura-Gabriela Socol
- Membru neexecutiv: Ovidiu-Răzvan Wlassopol

## Controverse
De-a lungul anilor, ASF a fost implicată în mai multe controverse și scandaluri, dintre care cele mai notabile includ:

### Scandalul Carpatica Asig (2016)
Carpatica Asig, una dintre cele mai mari companii de asigurări din România, a intrat în faliment în 2016. ASF a fost criticată pentru modul în care a gestionat supravegherea companiei înainte de faliment, în special în contextul acuzațiilor de corupție și management defectuos.

### Scandalul Euroins (2023)
Euroins România, parte a grupului bulgar Eurohold, a fost unul dintre liderii pieței de asigurări RCA (Răspundere Civilă Auto) din România. ASF a identificat multiple deficiențe urmând să retragă autorizația de funcționare și să inițieze procedura de faliment. Mulți clienți au fost nevoiți să își găsească alte opțiuni de asigurare, iar piața a trebuit să absoarbă impactul falimentului unui jucător major.

### Reorganizarea ASF și acuzațiile de influențare a pieței de asigurări (2024)
În 2024, ASF a redus numărul angajaților din supravegherea pieței de asigurări. Această măsură favorizează companiile de asigurări, diminuând controalele și crescând riscul pentru consumatori și pentru noi falimente în industrie. Au fost semnalate și acuzații privind presiuni politice asupra activității instituției.

### Controversele legate de salariile conducerii
Membrii conducerii ASF au salarii extrem de mari comparativ cu media pieței, ceea ce a dus la critici puternice din partea publicului și a politicienilor. Situația a ridicat întrebări legate de transparență și etică în managementul instituției.